# Trigonophorus delesserti
Trigonophorus delesserti is een keversoort uit de familie bladsprietkevers (Scarabaeidae). De wetenschappelijke naam van de soort werd voor het eerst geldig gepubliceerd in 1839 door Guérin-Méneville.